# 江履誠
江 履誠（こう りせい、1883年〈光緒9年〉6月 – 没年不明）は、清末民初の官僚。別号は吉孚。同郷の陳群の側近と目され、中華民国維新政府、南京国民政府（汪兆銘政権）で要人となった。

## 事績
清朝の優貢で、交通行政講習所を卒業した。中華民国成立後はいったん官界を離れ、福建民聴日報社総編輯・北京大同報社総経理などのジャーナリストや、福州府中学・福建高等工業学校の教員をつとめている。後に官界復帰し、江西豫章道尹公署総務科長、交通部鉄路聯運事務処秘書、財政部福建特派員公署秘書、福建独立第1師・陸軍第19師・陸軍新編第2師各司令部秘書、陸軍第52師参議などを歴任した。
1938年（民国27年）3月28日に梁鴻志が中華民国維新政府を創設すると、江履誠は内政部（部長：陳群）簡任秘書に任じられた。翌1939年（民国28年）8月12日、江は内政部次長に昇進した。
1940年3月30日、維新政府が南京国民政府（汪兆銘政権）に合流すると、江履誠は内政部（部長：陳群）政務次長に任命された。翌1941年（民国30年）8月22日、次長職を辞任している。
これ以降における江履誠の動向は不詳である。